# 龍穴歷險記
《龍穴歷險記》是電子遊戲歷史上第一個鐳射光碟電子遊戲，1983年由Cinematronics發行。它的特色動畫由前迪士尼的動畫師唐·布鲁斯製作。它同時是第一個引入了全動態影像的電子遊戲。